# Křížová cesta (Krnov)
Křížová cesta v Krnově v okrese Bruntál se nachází na poutním místě na vrchu Cvilín přibližně 1,6 kilometru jihovýchodně od centra města.

## Historie

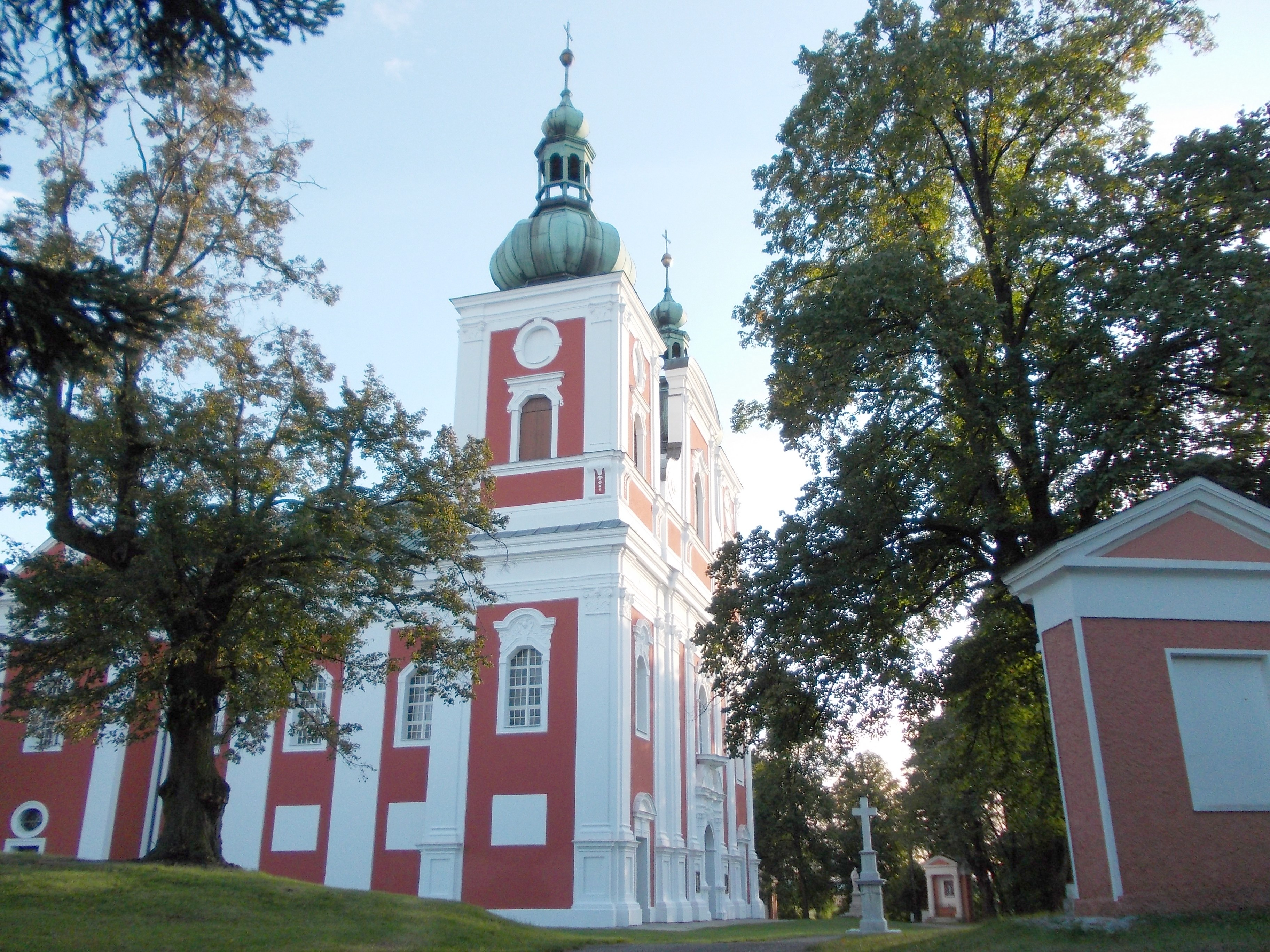
Kostel P. Marie Sedmibolestné

Křížová cesta byla postavena u poutního kostela Panny Marie Sedmibolestné. Třináct menších empírových zděných kaplí zastavení bylo postaveno na začátku 19. století, čtrnáctá velká barokní trojdílná kaple pochází z roku 1729 od George Friedricha Ganseho.
Výzdobou všech kaplí jsou obrazy Pašiových scén, které jsou malovány na plechovém podkladu.
Město Krnov roku 2007 nechalo kompletně zrekonstruovat všechna zastavení. Původní obrazy s pašijovými výjevy byly ukradeny, proto je nahradily reprodukce.
Zastavení křížové cesty jsou spolu s kostelem chráněny jako nemovitá Kulturní památka České republiky.